# Spektr-UV
Spektr-UV (auch: World Space Observatory-Ultraviolet, WSO-UV; russisch Спектр-УФ, Spektr-UF) ist ein internationales Weltraumteleskop mit einem Durchmesser von 1,7 Metern für Beobachtungen im Ultraviolettbereich. Der Start war ursprünglich für 2016 geplant, wurde aber im Zusammenhang mit US-Sanktionen nach der völkerrechtswidrigen russischen Krimannexion auf 2020 verschoben. Es folgten weitere Verschiebungen auf 2021, 2025, 2028 und 2030.

## Aufbau
Der Satellit basiert auf der Plattform Navigator des russischen Raumfahrtunternehmens NPO Lawotschkin. Navigator war zuvor schon beim Wettersatellit Elektro-L 1 und dem Weltraum-Radioteleskop Spektr-R im Einsatz.
Das Teleskop selbst trägt die Bezeichnung T-170M hat einen Durchmesser von 170 cm. Es ist ein Ritchey-Chrétien-Cassegrain-Teleskop mit einem Sichtfeld von 0,5° und einer Brennweite von 17 m. Es sind drei Spektrographen im Einsatz, die die Wellenlängenbereiche
115–176 nm, 174–310 nm und 115–310 nm abdecken. Die Spektrographen hätten ursprünglich von Deutschland geliefert werden sollen, nach einem Rückzug der deutschen Beteiligung werden sie nun vom Astronomischen Institut der Russischen Akademie der Wissenschaften entwickelt.

## Auswirkungen von Sanktionen
Da die UV-Detektoren mit der geforderten Empfindlichkeit nicht in Russland hergestellt werden, wurden sie bei der britischen Firma E2V bestellt, die wiederum Bauteile aus den USA verwendet. Nach der Annexion der Krim durch Russland verschärften die USA die Exportbedingungen nach Russland und erteilten keine Freigabe für diese Bauteile. E2V kündigte daher im Jahr 2014 an, Detektoren mit alternativen Bauteilen herzustellen. Daraufhin wurde eine Verschiebung des Starts des Teleskops auf 2020 erwartet.